# 강국현
강국현(1963년 9월 8일 - )은 대한민국의 기업인이다.

## 학력
- 동아고등학교
- 고려대학교 경제학과 학사
- 한국과학기술원(KAIST) 석사과정 수료 (경영과학전공)

## 경력
- KT스카이라이프 대표이사 사장
- KT 커스터머부문 부문장